# داقوق

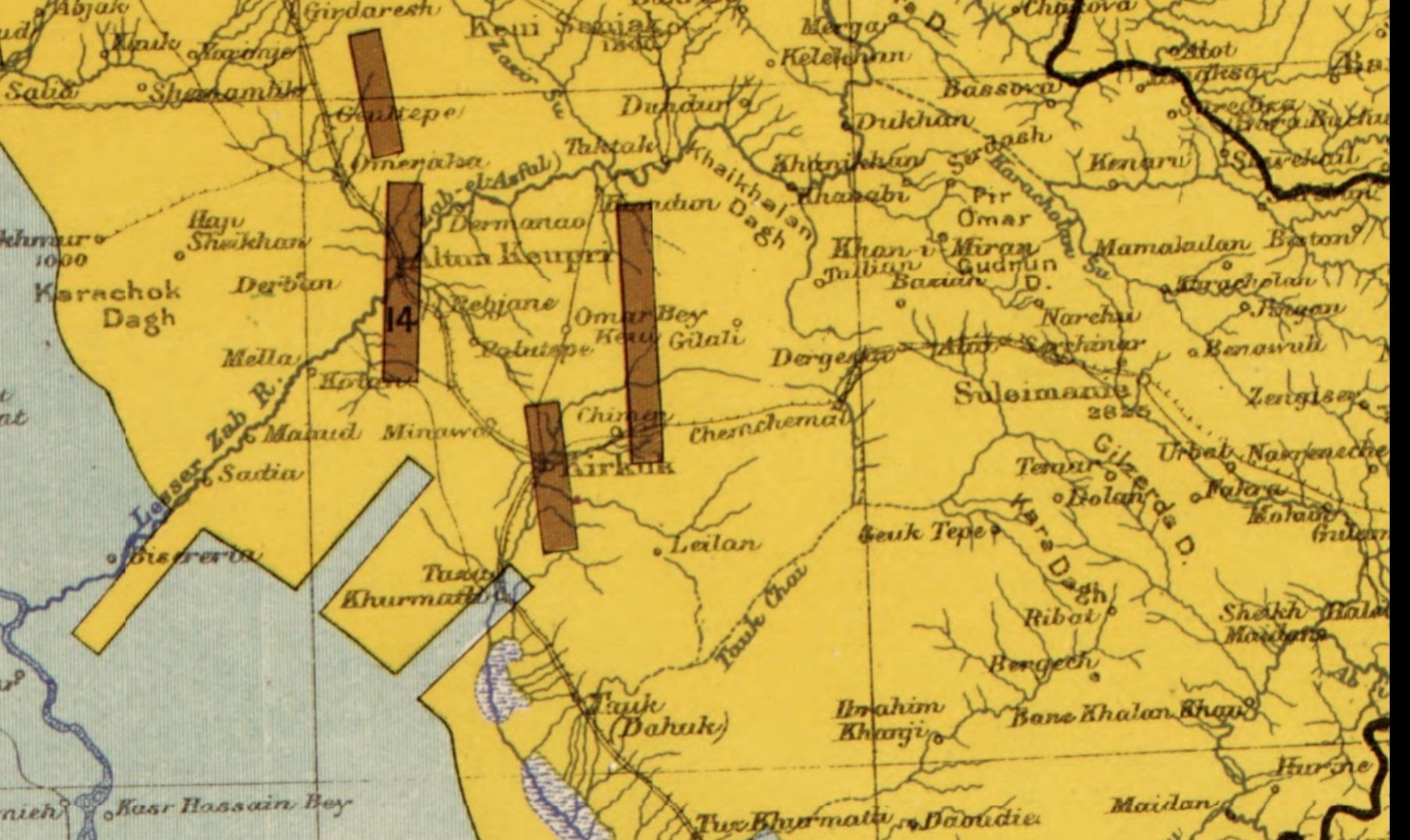
داقوق في خريطة مونسيل، الخريطة الإثنوغرافية البريطانية قبل الحرب العالمية الأولى، حيث تظهر الكرد بالأصفر والعرب بالأزرق.

داقوق (بالكردية: داقووق، Daquk‏) مدينة عراقية جنوبي كركوك. 60% من السكان كانوا من الكُرد في تعداد عام 1947. المدينة ومحيطها بها عدد كبير من السكان الأكراد الكاكائي. هناك أيضًا سكان تركمان وعرب، وهي مركز قضاء داقوق التابع إداريًا لمحافظة كركوك حيث تقع هذه المدينة على بعد 40 كم إلى الجنوب من كركوك وعلى الطريق المؤدي إلى العاصمة بغداد.

## السكان
يعد قضاء داقوق من المناطق الزراعية التي تشتهر بخصوبة أراضيها وبحقولها الخضراء بالإضافة إلى أهتمام أهلها بتربية الحيوانات، ويجيد العديد من اهالي داقوق مهنة النسيج وصناعة السجاد اليدوي والحرف اليدوية الأخرى، ان التركمان ينتمون إلى المذهب الشيعي حيث يرجع أصولهم إلى قره قويونلوا، والبيات، وايلخانليلار التركمانية. وقد زاد مقام سيد الساجدين الامام زين العابدين بن الحسين عليهما السلام من ألاهمية الدينية للمدينة حيث يقع المقام الشريف على بعد كيلومترين إلى الشرق من ناحية داقوق ويستقبل الزوار على مدار السنة. يمر إلى جانب مدينة داقوق نهرعريض يسمى بنهر (چاي)، ويربط ضفتي النهر أطول جسر في العراق قرية من قرية هه فتخار تبلغ طولها كيلو متر أو 1000 متر، ويفيض هذا النهر في موسم الأمطار ويغلب عليه الجفاف في الصيف حيث ينحصر إلى الضفة الشمالية متحولة إلى ترعة صغيرة يزرع على أطرافها أنواع البطيخ والشمام والرقي وايضا تطل على هذه النهر كثير من الغسالات لصنع الرمل والحصى إذا تعتبر الرمل والحصى في داقوق من اجودها في العراق الذي تشتهر بها المدينة. أما في فترة الربيع فأن روائح النرجس تفوح من على بعد كيلومترات من المدينة حيث يشتهر نرجس هذه المنطقة بروائحها الزكية الفريدة.

## معالم المدينة
تحتفظ داقوق العديد من المعالم الأثارية القديمة منها منارة داقوق الأثرية التي يرجع تاريخها إلى فترة الخلافة العباسية شبيهة بمنارة جولي في مدينة أربيل التي أنشأت في العهد الأتابكي السلجوقي، وكذلك بقايا الجامع الكبير في المدينة. وتحيط باطراف المدينة المناطق التالية:
1. منطقة الطالبنية والتي تشمل كل من القرى التالية قرية ينكجه وقرية عبد الله غانم الكبير وقرية عبد الله غانم الصغير (عنانه) وقرية سنور وقرية كليسة.
2. منطقة الكاكاكية والذي اغلب سكانها من الكورد الكاكاكية ومنها قرية طوبزاوه وقرية علي سراي وقرية زنقر وقرية عارب كوي وقرية البو محمد.
3. منطقة الداودة ومن قراءها هه فتخار وقرية منصور وقرية ئاواى علي وغيرها من القرى وهذه المناطق حكمتها الشيوخ والبك واغا مثلا في الطالبينة.

كانوا يطلقون اسم الشيخ على رئيس المنطقة وفي الكاكاية كانوا يطلقون لفظ اغا وفي الدوادة لفظ بك ومن القرى التي لم نذكرها فريق اواه وقرية امام زين العابدين ولاصين وماتيق وتامور وغيرها وايضا في نظم الحكومات السابقة شهدت هذه المناطق عمليات التعريب إذا جاءووا بالقومية العربية وخاصة البدو والرحالة اسكنوها في المنطقة ووزعت عليهم اراضي ولحد الآن باقون في المنطقة

## من مرافقها العامة
- مستشفى داقوق العام.
- محكمة داقوق العام.
- مصرف داقوق (الرافدين).
- مدارس.
- مساجد وحسينية.
- تكية دده جعفر
- تكية بابللر
- تكية اشاغي تكة

1. اعدادية داقوق للبنين وهو أول اعدادية داقوق تاسس سنة 1963.
2. متوسطة الامام الحسين (عليه سلام) الدراسة فيها باللغة التركمانية
3. متوسطة أبو الفضل العباس (عليه السلام) مشمولة بالدراسة التركمانية أيضا.
4. ثانوية ياران الكوردية هنا تجد الدراسة باللغة الكردية.
5. ثانوية تركمن ئيوي مشمولة بالدراسة التركمانية.
6. ثانوية شفق للبنات هو ثانوية للبنات فقط دراستهم باللغة العربية ومشمولة أيضا بالدراسة التركمانية.
7. ثانوية همسة للبنات الدراسة فيها باللغة العربية.
8. ثانوية نازنين للبنات للدراسة الكردية.

## آثارها
- منارة داقوق الأثرية التي عمرها أكثر من 700 عام تعود إلى العهد الأتابكي السلجوقي.
- مقام الإمام زين العابدين ع، وقد ورد ذكر هذا المقام في كثير من الكتب القديمة.
- الجسر العثماني بني هذا الجسر في عهد العثمانيين على الطريق الذي يربط داقوق بمدينة كركوك قبل ما يزيد عن 150 عاماً.
- مرقد السيد محمد الباقر البيطار، وهي مقبرة للعوائل التركمانية والعربية.
- الشيخ قواس، وهي أيضاً مقبرة للعوائل التركمانية.
- مقام خضر إلياس ع.
- تكية قرخلر.
- إمام الهوى على طريق كركوك - داقوق.
- مرقد الصحابي الجليل جابر بن عبد الله الأنصاري رض.

## أسواقها
يوجد بها سوق كبير جداً ويباع فيه الطعام والخضراوات والفواكه والمواد الإنشائية والدراجات والصيرفات وهو دائما مزدحم بالسكان لكثرة ما يأتيه من الناس من القرى والمدن القربية لكي يأخذوا بعض ما يحتاجونه من السوق.